# Hrvatska liga 1946.
Hrvatska liga iz 1946. poznata je i pod nazivom Prvenstvo NR Hrvatske. 

Sudjelovalo je 8 klubova koji su se kvalificarili prolaskom regionalnih kvalifikacija. 
Igrano je u prvom dijelu 1946. godine i bilo je izlučno natjecanje za nastup u 1. saveznoj ligi za sezonu 1946./47. Završeno je 10. kolovoza 1946. Prvak je bio Hajduk iz Splita. 
| Poredak | Klub               | Utakmica | Pobjeda | Neodlučeno | Poraza | Postigli golova | Primil golova | Gol-razlika | Bodova |
| ------- | ------------------ | -------- | ------- | ---------- | ------ | --------------- | ------------- | ----------- | ------ |
| 1.      | Hajduk Split       | 14       | 10      | 2          | 2      | 51              | 11            | +40         | 22     |
| 2.      | Dinamo Zagreb      | 14       | 10      | 2          | 2      | 40              | 12            | +28         | 22     |
| 3.      | Lokomotiva Zagreb  | 14       | 6       | 5          | 3      | 31              | 13            | +18         | 17     |
| 4.      | Proleter Belišće   | 14       | 6       | 3          | 5      | 25              | 28            | -3          | 15     |
| 5.      | Tekstilac Varaždin | 14       | 6       | 3          | 5      | 24              | 27            | -3          | 15     |
| 6.      | Metalac Zagreb     | 14       | 4       | 5          | 5      | 20              | 20            | 0           | 13     |
| 7.      | Split              | 14       | 3       | 0          | 11     | 14              | 45            | -31         | 6      |
| 8.      | Jedinstvo Sušak    | 14       | 0       | 2          | 12     | 7               | 49            | -42         | 2      |

- Sušak danas dio Rijeke
- Hajduk i Dinamo su se direktno kvalificirali u 1. saveznu ligu, dok je zagrebačka Lokomotiva kao trećeplasirana morala u dodatno razigravanje u kojima je uspjela izboriti prvoligaški status.
- Najbolji strijelac lige bio je Frane Matošić (Hajduk) s 13 zgoditaka.
- Novi klubovi u sezoni 1946./47.:
  - Zagreb
  - Slaven Borovo
  - Naprijed Sisak
  - USO Pula
  - Udarnik Karlovac
- U sezoni 1946./47. Prvenstvo (Liga) NR Hrvatske je igrana kao drugi stupanj natjecanja

## Rezultatska križaljka
| kratica | klub               | DIN | HAJ  | JED | LOK | MET | PRO | SPL | TEK |
| --- | ------------------ | --- | ---- | --- | --- | --- | --- | --- | --- |
| DIN | Dinamo Zagreb      |     | 2:4  | 5:0 | 1:1 | 2:0 | 5:1 | 9:0 | 4:2 |
| HAJ | Hajduk Split       | 2:0 |      | 6:0 | 1:0 | 2:2 | 0:0 | 5:0 | 6:0 |
| JED | Jedinstvo Sušak    | 1:1 | 0:10 |     |     |     |     |     |     |
| LOK | Lokomotiva Zagreb  | 1:2 | 0:1  |     |     |     |     |     |     |
| MET | Metalac Zagreb     | 1:1 | 3:2  |     |     |     |     |     |     |
| PRO | Proleter Belišće   | 0:4 | 0:7  |     |     |     |     |     |     |
| SPL | Split              | 0:1 | 1:5  |     |     |     |     |     |     |
| TEK | Tekstilac Varaždin | 0:1 | 3:0  |     |     |     |     |     |     |
| |                    |     |      |     |     |     |     |     |     |
| podebljan rezultat - utakmice od 1. do 7. kola (1. utakmica između klubova) rezultat normalne debljine - utakmice od 8. do 14. kola (2. utakmica između klubova) rezultat nakošen - nije vidljiv redoslijed odigravanja međusobnih utakmica iz dostupnih izvora rezultat nakošen i smanjen * - iz dostupnih izvora nije uočljiv domaćin susreta prekrižen rezultat - poništena ili brisana utakmica p - utakmica prekinuta 3:0 p.f. / 0:3 p.f. - rezultat 3:0 bez borbe |                    |     |      |     |     |     |     |     |     |